# Führerhauptquartier

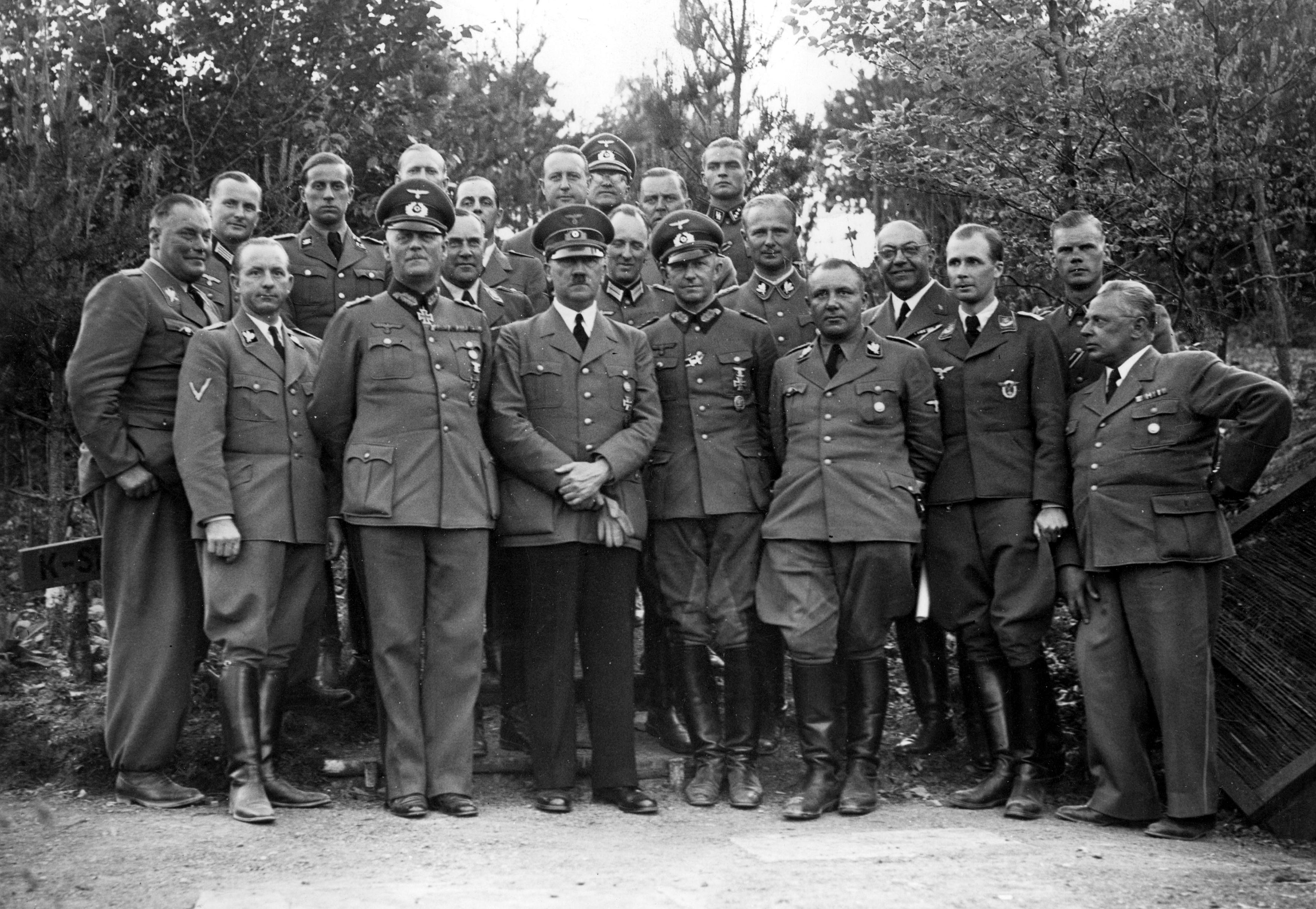
Adolf Hitler med sin närmaste stab i juni 1940. I främre raden ses bland andra Wilhelm Keitel, Alfred Jodl, Martin Bormann, Nicolaus von Below och Heinrich Hoffmann.

Führerhauptquartier (FHQ) var den plats där Adolf Hitler som överbefälhavare för Wehrmacht uppehöll sig med sin stab. Hitlers mest kända stabsplatser under andra världskriget var Wolfsschanze där han uppehöll sig större delen av perioden juni 1941 till november 1944 samt Führerbunkern under rikskansliet i Berlin där han vistades från januari 1945 till sin död den 30 april samma år.
Den militära och civila personalen i Wolfsschanze uppgick till omkring 2 100 personer.

## Organisation
- Chefen för partikansliet och Hitlers handsekreterare Martin Bormann.[1]
- Chefen för rikskansliet Hans Heinrich Lammers.[1]
- Rikspresschefen Otto Dietrich.[1]
- Läkarstaben med Theodor Morell och Karl Brandt.[1]
- Hitlers personliga adjutantur.[2]
- Hitlers militära adjutantur (Adjutantur der Wehrmacht beim Führer und Reichskanzler).[3]
- En frontavdelning av OKW, med chefen Wilhelm Keitel, innefattande de viktigaste delarna av dess operativa ledning (Wehrmachtführungsstab), med dess chef Alfred Jodl, varigenom Hitlers direkta inflytande över operationerna vid de krigsskådeplatser som sorterade under OKW kunde utövas.[4]
- Sambandsofficer från flygvapenchefen Hermann Göring.[1]
- Sambandsofficer från Reichsführer-SS Heinrich Himmler.[1]
- Hitlers SA-adjutant.[1]
- Sambandstjänsteman från utrikesminister Joachim von Ribbentrop.
- Sambandsofficer från Rumäniens diktator Ion Antonescu.[5]

För sambandstjänsten mellan FHQ och de högsta militära staberna ansvarade ett särskilt signalregemente, Führungsnachrichtenregiment, direkt underställt OKW.

## Förberedda stabsplatser för FHQ utanför Berlin
| Kodnamn           | Andra beteckningar                             | Ort                                 | Påbörjad        | Avslutad | Använd av FHQ         |
| ----------------- | ---------------------------------------------- | ----------------------------------- | --------------- | -------- | --------------------- |
| Adlerhorst        | Mühle (OT) Bauvorhaben Z Lager K Bauvorhaben C | Ober-Mörlen, Hessen                 | 1/1 1939        | ja       | 10/12 1944-15/1 1945. |
| Anlage Mitte      | Askania Mitte                                  | Tomaszów, Generalguvernementet      | 1/12 1940       | ja       | nej                   |
| Anlage Süd        | Askania Süd                                    | Strzyżów, Generalguvernementet      | 1/10 1940       | ja       | 27-28 augusti 1941    |
| Bärenhöhle        | --                                             | Smolensk                            | 1/10 1942       | ja       | nej                   |
| Felsennest        | --                                             | Bad Münstereifel                    | ..              | ja       | 10/5 1940 - 6/6 1940  |
| Olga              | --                                             | 200 km nordost om Minsk             | 1/6 1943        | nej      | nej                   |
| Olga              | --                                             | Ohrdruf                             | Hösten 1944 (?) | nej      | nej                   |
| Siegfried         | --                                             | Pullach im Isartal                  | 1943            | ja       | nej                   |
| Tannenberg        | - -                                            | Freudenstadt/Kniebis                | 1/10 1939       | ja       | 27/6 1940 - 6/7 1940  |
| Waldwiese         | --                                             | Glan-Münchweiler                    | 1/10 1939       | ja       | nej                   |
| Wasserburg        | --                                             | Pskov                               | 1/11 1942       | ja       | nej                   |
| Werwolf           | Eichenhain                                     | Winniza                             | 1/11 1941       | ja       | ja                    |
| Wolfsschanze      | Askania Nord                                   | Rastenburg                          | 1/12 1940       | ja       | ja                    |
| Wolfsschlucht I   | --                                             | Brûly-de-Pesche, Belgien            | 25/5 1940       | ja       | 6/6 1940 - 27/6 1940  |
| Wolfsschlucht II  | W2                                             | Margival                            | 1/9 1942        | ja       | 16-17/6 1944          |
| Wolfsschlucht III | --                                             | Saint-Rimay, (Montoire-sur-le-Loir) | 1/5 1942        | nej      | nej                   |
| Zigeuner          | Brunhilde                                      | Angevillers                         | 1/4 1944        | nej      | nej                   |

## Kommendantur

### Kommendanter
- 1939–1940: Erwin Rommel
- 1940–1942: Kurt Thomas
- 1942–1944: Gustav Streve
- 1944–1945: Otto Ernst Remer

### Närskydd
Närskyddet utövades av en förstärkt bataljon, Führerbegleitabteilung (FBA), från Panzergrenadier-Division Großdeutschland, utrustade med stridsvagnar, artilleri och luftvärn.

## Personskydd
Hitlers personskydd utövades av en avdelning av Reichssicherheitsdienst Gruppe Geheime Feldpolizei z.b.V. och ett detachement, Führerbegleitkommando (FBK) från Leibstandarte "Adolf Hitler".